# NGC 3292
NGC 3292 é uma galáxia lenticular na direção da constelação de Sextans. O objeto foi descoberto pelo astrônomo Lewis Swift em 1887, usando um telescópio refrator com abertura de 16 polegadas. Devido a sua moderada magnitude aparente (+14,1), é visível apenas com telescópios amadores ou com equipamentos superiores.